# Choerodon zamboangae
Choerodon zamboangae (Seale & Bean, 1907)  è un pesce d'acqua salata appartenente alla famiglia Labridae.

## Distribuzione e habitat
Proviene dalle barriere coralline dell'oceano Indiano e dell'oceano Pacifico; è stato localizzato in Indonesia, Filippine e Australia. Nuota in aree ricche di vegetazione acquatica, con fondo sabbioso, di solito a profondità non particolarmente elevate, dai 25 ai 60 m.

## Descrizione
Presenta un corpo compresso lateralmente, abbastanza alto e dall'aspetto abbastanza tozzo, con la testa dal profilo arrotondato. La livrea non ha cambiamenti drastici nel corso della vita del pesce, e rimane sempre sul marrone o grigio chiaro con il ventre bianco. Sui fianchi è presente una striscia orizzontale gialla. Le pinne sono più chiare del corpo, e la pinna caudale non è biforcuta. Non supera i 45 cm.

## Biologia

### Comportamento
È una specie solitaria.

### Riproduzione
È oviparo e la fecondazione è esterna; non ci sono cure verso le uova.

## Conservazione
Questa specie viene classificata come "a rischio minimo" (LC) dalla lista rossa IUCN perché non è minacciata da particolari pericoli a parte la pesca che però non è così frequente da ridurre l'areale di questa specie.